# Oskar Spiegelhalder

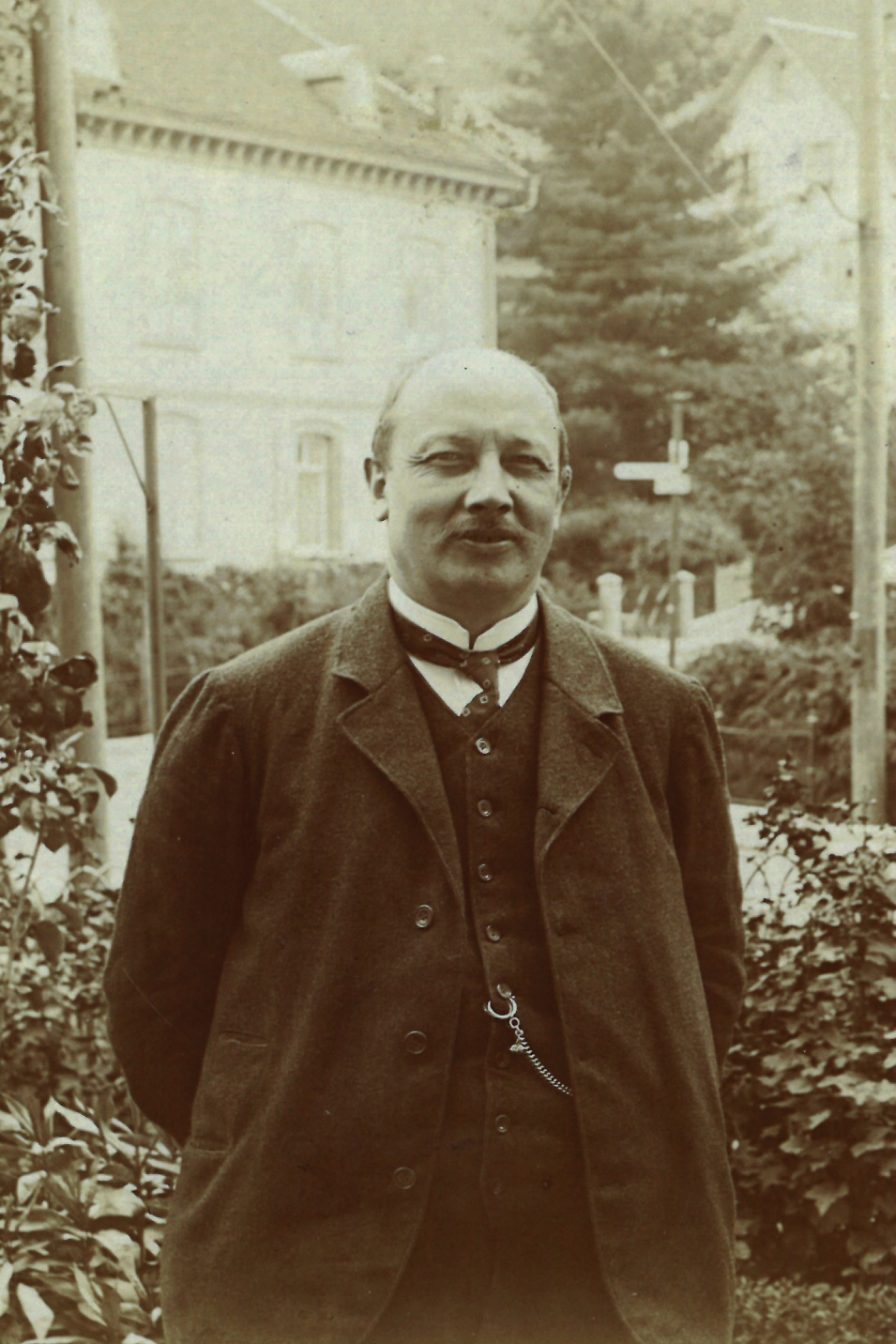
Oskar Spiegelhalder (1864–1925), Foto vom Juni 1906, Stadtarchiv Villingen-Schwenningen

Oskar Johann Spiegelhalder (* 15. Oktober 1864 in Lenzkirch; † 17. Dezember 1925 ebenda) war Direktor der Aktiengesellschaft für Uhrenfabrikation Lenzkirch und Sammler von Schwarzwälder Volkskunst, unter anderem Schwarzwalduhren, Schwarzwaldglas, Hinterglasbilder, Strohflechterei, Schneflerei, Bauernmöbel und Werkzeug.

## Leben

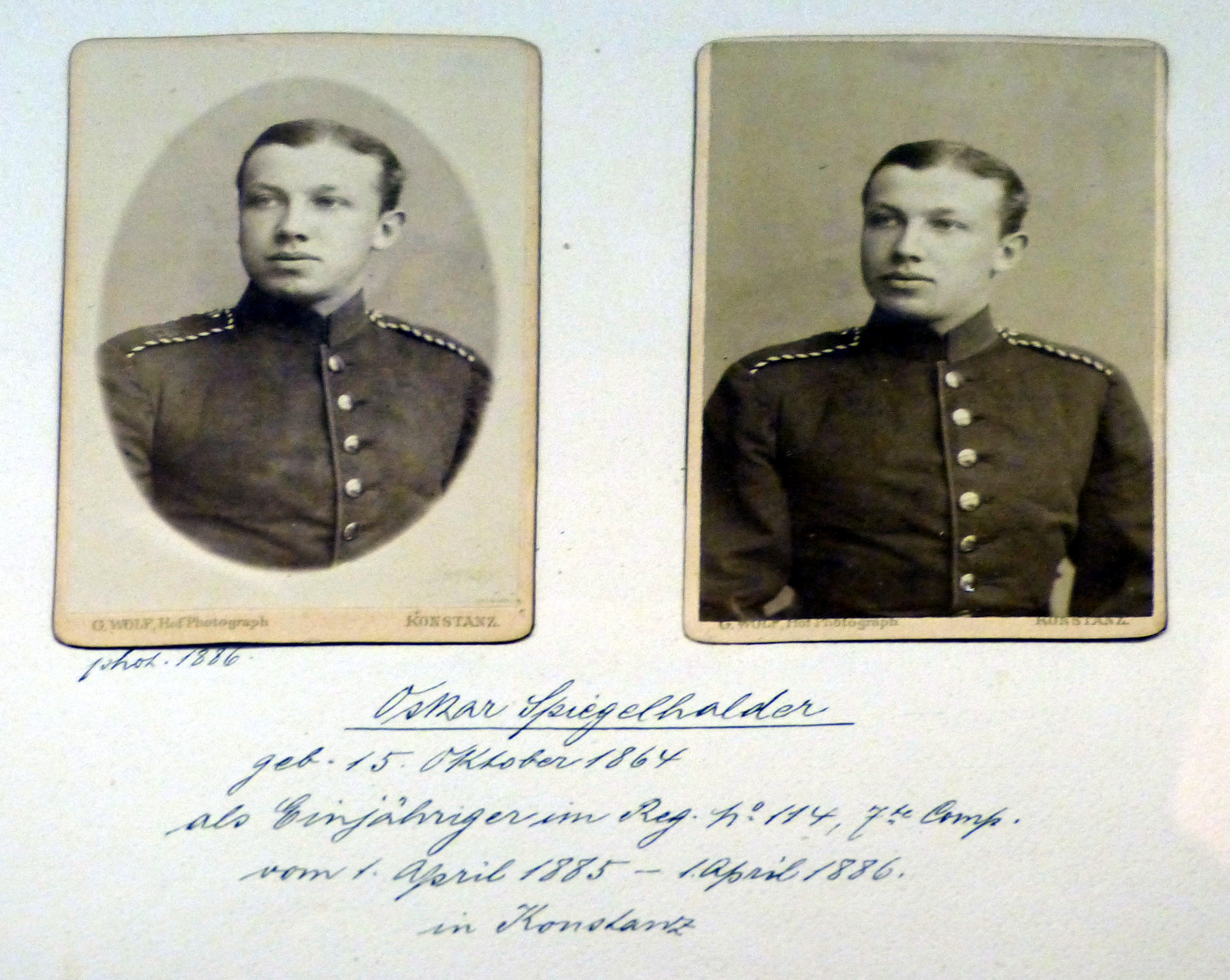
Porträt Oskar Spiegelhalders beim Militärdienst 1886, Franziskanermuseum Villingen-Schwenningen, Leihgabe Stadtarchiv

### Jugend, Ausbildung
Oskar Spiegelhalder wurde am 15. Oktober 1864 in Lenzkirch als ältestes von drei Kindern geboren. Kurz nach seiner Geburt lebte Oskar ein Jahr lang bei seiner Großmutter in Falkau. 1871 erwarb der Vater Joseph Spiegelhalder (1837–1901) für die Familie ein eigenes Haus in Lenzkirch. Die Geschwister Hedwig und Ernst wurden 1866 und 1869 geboren. Die Familie Spiegelhalder gehörte zu den wohlhabenden Familien Lenzkirchs. Die Kinder erhielten Klavier- und Zeichenunterricht sowie Privatunterricht in Französisch. Nach der Volksschule in Lenzkirch besuchte Oskar Spiegelhalder die Höhere Bürgerschule in Freiburg im Breisgau und die Höhere Handelsschule in Stuttgart.

### Beruf: Uhrenfabrikant
Als ältester Sohn sollte er beruflich in die Fußstapfen des Vaters treten und eine kaufmännische Lehre absolvieren. Oskar arbeitete während seiner Lehrzeit in Paris und London bei verschiedenen Geschäftspartnern der Lenzkircher Uhrenfabrik. Nach einjährigem Militärdienst in Konstanz trat Oskar Spiegelhalder 1886 in die Aktiengesellschaft für Uhrenfabrikation Lenzkirch  ein, bei der er bald im Außendienst arbeitete. Im Rahmen seiner Tätigkeit unternahm er viele Reisen. Während seiner Aufenthalte in den europäischen Metropolen lernte Spiegelhalder die unterschiedlichsten zeitgenössischen Kulturformen kennen. Er besuchte Kunstausstellungen und Museen, Theater- und Opernhäuser, aber auch Varieté- und Zirkusvorstellungen. 1893 wurde Oskar Spiegelhalder in den Vorstand der Lenzkircher Uhrenfabrik berufen und war von 1908 bis 1909 ihr Direktor.

### Familie
1895 heiratete Spiegelhalder Hermine, geb. Jägler. Ihre erste und einzige Tochter Maria Theresia wurde 1898 geboren. Sie starb 1983 kinderlos.

## Sammlungen

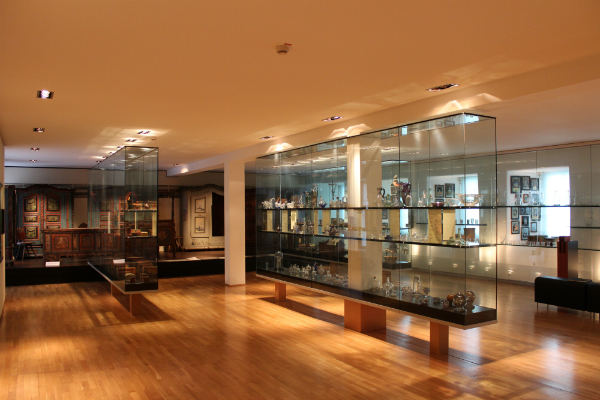
Franziskanermuseum Villingen-Schwenningen, Schwarzwaldsammlung Spiegelhalder

Bereits wenige Jahre nachdem Spiegelhalder begonnen hatte, als Handelsvertreter der Lenzkircher Uhrenfabrik größere Reisen zu unternehmen, fing er mit dem Aufbau der ersten Sammlung an: „Meine Sammeltätigkeit zur Volkskunde des hohen Schwarzwaldes begann gelegentlich von Ausflügen, die ich im Jahre 1889 in die nähere & entferntere Umgegend von Lenzkirch machte. Doch erst seit dem Jahre 1890, nachdem ich zufällig die Sammlung des Vereins für Deutsche Volkstrachten & Hauseinrichtungsgegenstände in Berlin Klosterstraße kennen lernte, fing ich an systematisch zu sammeln.“
Die Systematik seiner Sammlung ist zunächst stark durch ebendieses Berliner Vorbild, das spätere Museum für Deutsche Volkskunde, bestimmt.

### Erste Sammlung
Spiegelhalder lagerte die Gegenstände, die er zusammentrug, im Haus seiner Eltern, bei denen er zu diesem Zeitpunkt auch wohnte. 1894 besichtigte der Volkskundler Elard Hugo Meyer den Speicher. Er erkannte die Qualität der zusammengetragenen Objekte und weckte durch seine halböffentlich artikulierte Anerkennung das Interesse der Stadt Freiburg an Spiegelhalders Objekten. Nach einigen Verhandlungen wurden 1896 schließlich 1.225 Exponate zum Kaufpreis von 16.000.- Mark für die damaligen Städtischen Sammlungen Freiburg erworben. Heute wird die Sammlung im Augustinermuseum Freiburg verwahrt.

### Zweite Sammlung

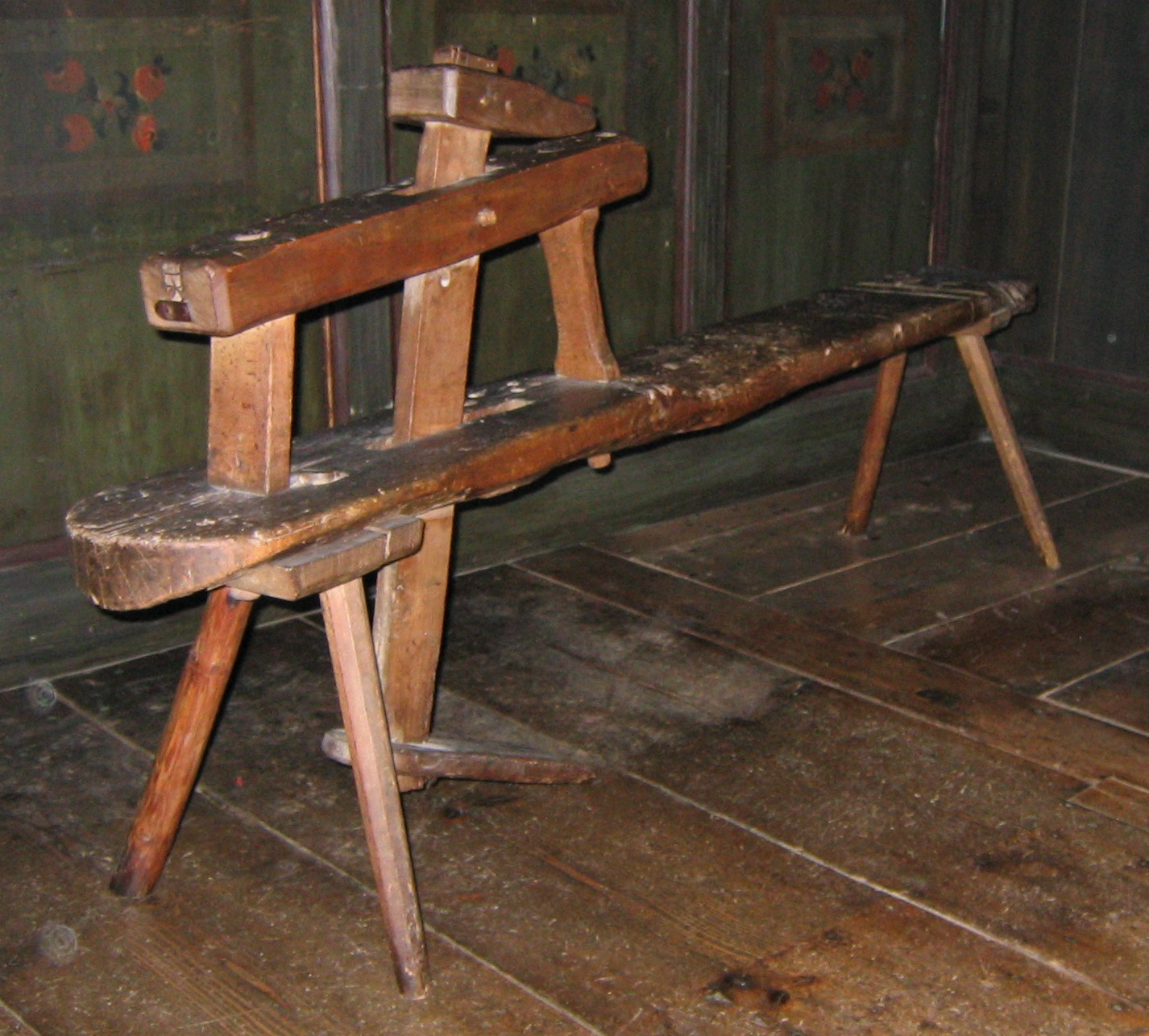
Schnidesel im Villinger Franziskanermuseum (1910 in Falkau erworben)

Spiegelhalder begann nach dem Verkauf sofort wieder damit, weiter zu sammeln, die Objekte deponierte er an gleicher Stelle. 1906 wählte er daraus einige Stücke aus und präsentierte sie öffentlich in seinem eigenen Wohnhaus in Lenzkirch. Diese Schausammlung mit 1.342 Exponaten verkaufte er 1909 für 33.000.- Mark an den badischen Staat, der sie in die „Großherzogliche Vereinigte Sammlung“, in deren Abteilung „Badische Trachten und Hausgeräte“ überführte. Die Schwerpunkte der Karlsruher Spiegelhalder-Sammlung lagen im Bereich der Gewerbe- und Industriegeschichte des Hochschwarzwaldes (Uhrmacherei, Glasbläserei und Strohflechterei). Bis heute haben sich davon wegen Kriegsschäden nur etwa 800 Objekte erhalten, die in der Sammlungsausstellungen des Badischen Landesmuseums in Karlsruhe untergebracht sind.

### Dritte Sammlung
Mit den verbliebenen Stücken aus seinem Elternhaus füllte Spiegelhalder die leeren Räume in seinem eigenen Haus sofort wieder und öffnete sie erneut dem Publikum. Diese dritte Sammlung ergänzte er in den nächsten Jahren erheblich. Bereits 1910/11 bot er sie der Stadt Freiburg zum Kauf an, die aber ablehnte. In den zwanziger Jahren verstärkte er wieder seine Verkaufsaktivitäten. Nach einigen Verhandlungen mit dem badischen Staat und verschiedenen Städten verkaufte seine Witwe schließlich 1929 die 2.610 Exponate zusammen mit seiner Privatbibliothek für 60.000.- Reichsmark an die Stadt Villingen. Heute ist diese im Franziskanermuseum Villingen-Schwenningen zu besichtigen. Die Schwarzwald-Bibliothek umfasst über 650 Bücher die Spiegelhalder noch selbst katalogisiert hatte, sie sind als Sondersammlung Bestandteil der
Bibliothek des Stadtarchivs und der Museen Villingen-Schwenningen.
Eine Zeitgenossin Oskar Spiegelhalders war die Konzertsängerin Helene Siegfried-Aichele (1867–1966), die sich bei Grafenhausen-Rothaus das Hüsli im alten Schwarzwaldhausstil erbaute, auch sie sammelte alte Schwarzwälder Volkskunst.
Die Sammlungstätigkeit Spiegelhalders war von 2012 bis 2015 Gegenstand eines von der Volkswagenstiftung geförderten Forschungsprojektes des Franziskanermuseums in Villingen-Schwenningen.

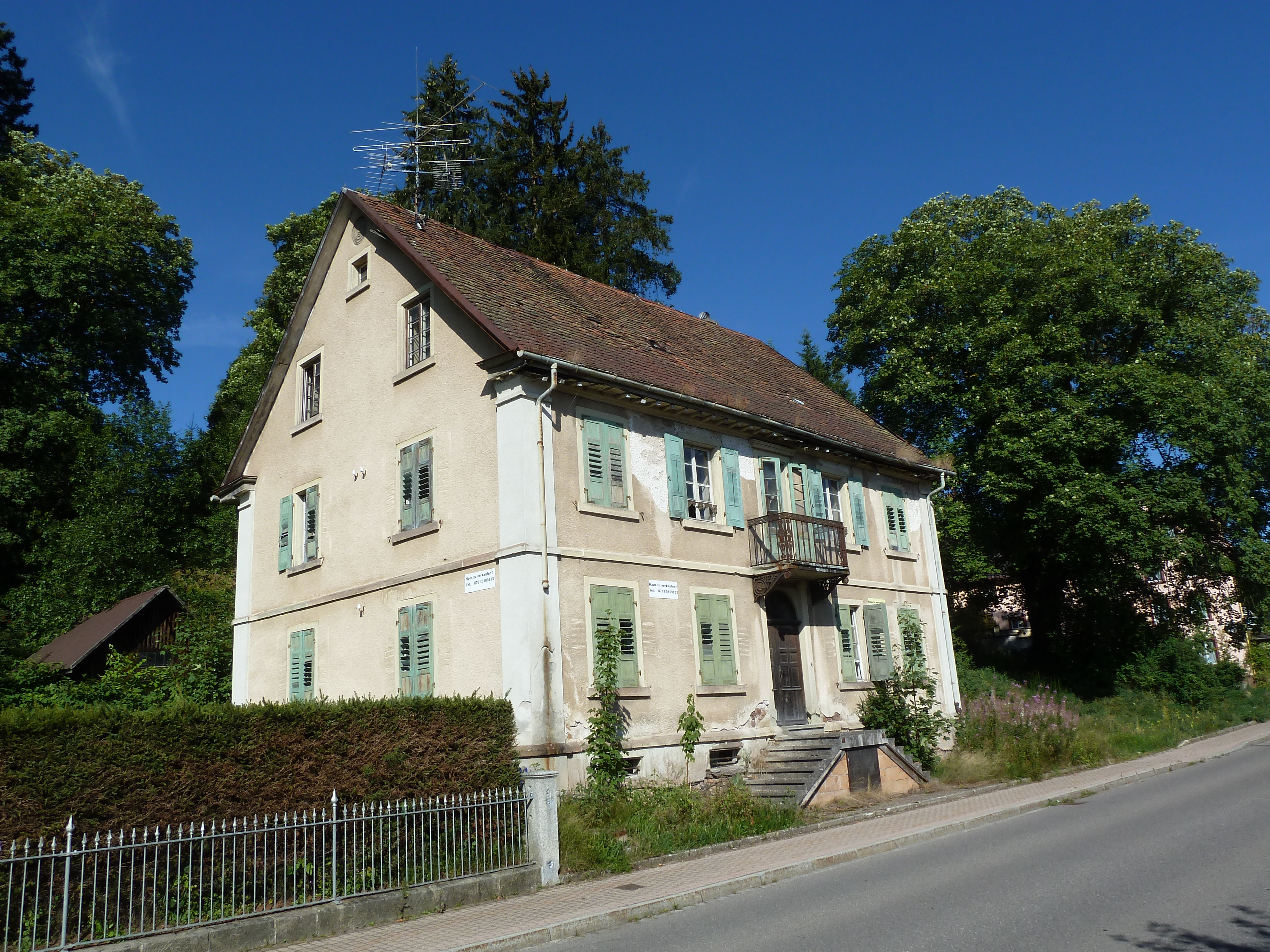
Spiegelhalders Wohnhaus in Lenzkirch (2013)

## Villa Spiegelhalder
Spiegelhalder erwarb sein Haus in der Freiburger Straße im Jahr 1903. Es befindet sich direkt neben dem 1848 erbauten Haus des Fabrikanten und späteren Reichstagsabgeordneten Paul Tritscheller. Seit den späten 1990er-Jahren stand das Gebäude leer. Durch das undichte Dach drang seit mehreren Jahren Regenwasser ins Innere, die Kellertreppe war eingestürzt. Die Gemeinde Lenzkirche hatte ELER-Mittel beantragt, um das Gebäude, ebenso, wie das nahegelegene Gasthaus zum Löwen, erwerben und abzureißen zu können. Im Sommer 2016 wurde jedoch bekannt, dass der bisherige Eigentümer aus Freiburg die Spiegelhalder-Villa an einen privaten Käufer aus Bollschweil verkauft hatte, dessen späteres Gebot höher gewesen war, als das der Gemeinde. Der neue Eigentümer kündigte an, es in den nächsten zwei bis drei Jahren sanieren und wieder bewohnbar machen zu wollen.[veraltet]

## Schriften
- Die Glasindustrie auf dem Schwarzwald. In: Mitteilungen des Vereins der Königlichen Sammlung für deutsche Volkskunde zu Berlin 3, 1908